# Pedro Calmon
Pedro Calmon Moniz de Bittencourt, mais conhecido como Pedro Calmon (Amargosa, 23 de dezembro de 1902 – Rio de Janeiro, 16 de junho de 1985), foi um professor, político, historiador, biógrafo, ensaísta e orador brasileiro.

## Biografia
Pedro Calmon nasceu no interior da Bahia na cidade de Amargosa, filho de Pedro Calmon Freire de Bittencourt e Maria Romana Moniz de Aragão Calmon de Bittencourt.
Sua origem vem de casamentos de famílias importantes, como era o costume da época, dos Nogueira da Gama, descendentes do Marquês de Baependi com famílias importantes da Bahia e da família marquês de Abrantes, sendo primo do reitor da UFBA Miguel Calmon du Pin e Almeida Sobrinho.
Em 1920 ingressou na Faculdade de Direito da Bahia, que cursou por dois anos. Em 1922 transferiu-se para o Rio de Janeiro, para secretariar a Comissão Promotora dos Congressos do Centenário da Independência, continuando seus estudos na Universidade do Rio de Janeiro, atual Faculdade Nacional de Direito da Universidade Federal do Rio de Janeiro, diplomando-se em 1924.
Foi secretário particular do Ministro da Agricultura no governo Artur Bernardes, habilitando-se, em 1925, no concurso de provas para conservador do Museu Histórico Nacional, onde realizou ampla reforma administrativa, criando também a cadeira de História da Civilização Brasileira, para a qual escreveu um livro com o mesmo título.
Em 1926 estreou na tribuna do Instituto Histórico e Geográfico Brasileiro (IHGB) como orador, na comemoração do terceiro centenário de emancipação da Bahia do domínio holandês, sendo eleito sócio efetivo em 1931, orador oficial de 1938 a 1968 e presidente a partir de 1968, tornando-se sócio grande-benemérito.
De 1927 a 1930, tendo ingressado na política como deputado estadual pela Bahia, em 1935 foi eleito deputado federal, voltando em 1950 como ministro da Educação e Saúde (1950—1951) no Governo Eurico Dutra.
O seu primeiro trabalho jurídico data de 1926 – Direito de Propriedade, inicialmente destinado a tese de doutorado. Em 1933, publicou os livros sobre D. Pedro I, Gomes Carneiro e Marques de Abrantes; em 1935 publicou o 1° tomo da História Social do Brasil - obras que o habilitaram a candidatar-se para a Academia Brasileira de Letras, sendo premiado pela Academia em 1929 pela obra O Romance de Belchior – romance histórico.
Foi candidato a deputado em 1933 para a Assembleia Nacional Constituinte, obtendo porém apenas a 13º suplência do cargo pela legenda "A Baía ainda é a Baía".  Em 1934 tornou-se, por concurso, livre docente de Direito Público Constitucional na Faculdade Nacional de Direito da Universidade do Brasil, em 1939 catedrático da mesma Faculdade de que também foi diretor por 10 anos (1938 — 1948). Em 1948 ascendeu à Reitoria da Universidade do Brasil, de que esteve à frente por dois períodos: 1948 — 1950 e 1951 — 1966. Em 1935 regeu a cadeira de História da Civilização Brasileira na Universidade do Distrito Federal. Foi também professor da Pontifícia Universidade Católica do Rio de Janeiro desde a sua fundação em 1940, e da Faculdade de Filosofia da Universidade Santa Úrsula no Rio de Janeiro. Conquistou em 1955 a cátedra de História do Brasil do Colégio Pedro II com uma tese de concurso sobre a análise da documentação inédita acerca das minas de prata.
Pela atividade no magistério superior, recebeu o título de Professor Emérito da Universidade Federal do Rio de Janeiro; Doutor honoris causa das Universidades de Coimbra, Quito, Nova York, San Marcos e da Universidade Nacional de México; e professor honorário da Universidade da Bahia.
Foi orador oficial do Instituto dos Advogados do Brasil, em dois períodos, representante do Equador na Conferência Pan-Americana de Geografia e História, realizada no Rio de Janeiro, em dezembro de 1932; delegado do Brasil à conferência Interamericana do México em 1945 e a Conferência Interacadêmica para o Acordo Ortográfico em Lisboa, em 1945.
Pedro Calmon foi membro da Sociedade de Geografia do Rio de Janeiro e dos Institutos Históricos de vários estados brasileiros; membro correspondente da Academia das Ciências de Lisboa e da Academia Portuguesa de História; sócio honorário da Sociedade de Geografia de Lisboa, da Real Academia Espanhola e da Real Academia de História da Espanha e sócio correspondente de sociedades culturais e históricas de vários países da América Latina. Foi membro do Conselho Federal de Cultura, do Conselho Editorial da Biblioteca do Exército e diretor do Instituto de Estudos Portugueses Afrânio Peixoto, no Liceu Literário Português, desde 1947.
A partir de 1923 Pedro Calmon publicou, conforme a Academia Brasileira de Letras, cerca de 50 obras, nas áreas de Biografia e Literatura Histórica; História e Direito. São encontradas também contribuições suas na Revista da Academia Brasileira de Letras e na Revista do Instituto Histórico e Geográfico Brasileiro, além de crônicas na Revista O Cruzeiro.
A 24 de Agosto de 1945 foi feito Grande-Oficial da Ordem Militar de Sant'Iago da Espada, a 17 de Maio de 1958 foi feito Grande-Oficial da Ordem da Instrução Pública, a 28 de Fevereiro de 1961 foi agraciado com a Grã-Cruz da Ordem Militar de Cristo, a 19 de Agosto de 1968 foi elevado a Grã-Cruz da Ordem da Instrução Pública, a 26 de Fevereiro de 1971 foi agraciado com a Grã-Cruz da Ordem do Infante D. Henrique, a 26 de Julho de 1972 foi agraciado com a Grã-Cruz da Ordem de Benemerência de Portugal e a 19 de Fevereiro de 1978 foi elevado a Grã-Cruz da Ordem Militar de Sant'Iago da Espada de Portugal.

## Academia Brasileira de Letras
Eleito em 16 de abril de 1936 para a cadeira 16, cujo patrono é Gregório de Matos, da qual foi o terceiro ocupante. Foi saudado por Gustavo Barroso, em 10 de outubro de 1936. Ocupou a presidência da Casa, em 1945.

### Biografias e historiografias
- Anchieta, o santo do Brasil (1930);
- O crime de Antonio Vieira (1931);
- Por Brasil e Portugal. Sermões do Padre Vieira, anotados (1933);
- O Marquês de Abrantes (1933);
- Gomes Carneiro, o general da República (1933);
- O rei cavaleiro: Vida de D. Pedro I (1933);
- O rei do Brasil: Vida de D. João VI (1935);
- Vida e amores de Castro Alves (1935);
- O rei filósofo: A vida de D. Pedro II (1938);
- Princesa Isabel, a Redentora (1941);
- História do Brasil na poesia do povo (1941);
- A vida de Castro Alves (1947);
- A bala de ouro- História de um crime romântico (1947);
- História da literatura baiana (1949);
- Castro Alves: o homem e a obra (1973);
- Para melhor conhecer Castro Alves (1974).

### Literatura
- Pedras d’armas, contos (1923);
- O tesouro de Belchior, novela (1929);
- Malês, A Insurreição das Senzalas, romance libertário histórico;
- Figuras de azulejo, crônicas (1939);
- Estados Unidos de leste a oeste, crônicas (1942);

### História
- A conquista: história das bandeiras baianas (1926);
- História da Bahia (1927);
- História da Independência do Brasil, separata da Revista do Instituto Histórico (1929);
- História da civilização brasileira (1932);
- História social do Brasil, 1º vol.: Espírito da sociedade colonial (1935); 2º vol.: Espírito da sociedade imperial (1937); 3º vol.: A época republicana (1939);
- História da Casa da Torre (1939);
- História do Brasil, 1º vol.: As origens (1939); 2º vol.: A formação (1941); 3º vol.: A organização (1943); 4º vol.: O Império (1947); 5º vol.: A República (1955);
- História diplomática do Brasil (1941);
- Brasil e América: História de uma política (1941);
- História da fundação da Bahia (1949);
- O segredo das minas de prata, tese de concurso (1950);
- Brasil, com Jaime Cortesão (1956);
- História do Brasil, 7 vols., ilustrados (1959);
- Brasília, catedral do Brasil: história da Igreja no Brasil (1970);
- História do Ministério da Justiça 1822-1922 (1972);
- História de D. Pedro II. 5 vols., ilustrados (1975);
- Franklin Dória, Barão de Loreto (1981).
- A Maçonaria, o Socialismo e o Futuro do Brasil (1983);

### Jurídicos
- Direito de propriedade (1926);
- Reforma constitucional da Bahia (1929);
- A federação e o Brasil, tese para a docência (1933);
- Intervenção federal, tese para a cátedra (1939);
- Curso de Direito Constitucional (1937);
- Curso de Teoria Geral do Estado (1941);
- O Estado e o Direito nos "Lusíadas" (1945);
- História das idéias políticas (1954).